# BC Большого Пса
BC Большого Пса (лат. BC Canis Majoris) — одиночная переменная звезда в созвездии Большого Пса на расстоянии (вычисленном из значения параллакса) приблизительно 32165 световых лет (около 9862 парсеков) от Солнца. Видимая звёздная величина звезды — от +13,5m до +12,6m.

## Характеристики
BC Большого Пса — пульсирующая переменная звезда, цефеида (CEP).